# Cytisus ratisbonensis
Espèce
Classification phylogénétique
Synonymes
- Chamaecytisus ratisbonensis (Schaeff.) Rothm[1]
- Genista ratisbonensis (Schaeff.) E.H.L.Krause[1]
- Cytisus hirsutus subsp. ratisbonensis (Schaeff.) Briq.[1]

Cytisus ratisbonensis, de nom commun cytise à longues grappes ou petit cytise glabre, est une espèce de plante de la famille des Fabaceae et du genre Genista. C'est un arbuste trouvé en Europe.

## Description
Cytisus ratisbonensis est un arbuste d'une hauteur de 50 à 150 cm.
L'inflorescence est en racème simple. La couleur de la fleur est jaune. La floraison a lieu de mai à juin.

## Répartition et habitat
Elle est présente en Europe de l’est : Serbie, Hongrie, Bulgarie, Roumanie. En France, Cytisus ratisbonensis n'est présente que dans quatre départements : la Drôme, l’Ardèche, le Gard et la Lozère. 
Le cytise à longues grappes est présent dans les milieux de transition (pelouse colonisée par le boisement, lisière forestière, sous-bois clair…).

## Écologie
Le fruit a pour parasite Exapion elongatulum. La feuille a pour parasite Callophrys rubi, Livilla radiata (sv), Dasineura bursifex (nl), Phytomyza cytisi (nl), Phyllonorycter eugregori (en), Phyllonorycter staintoniella, Uromyces fulgens, Uromyces genistae, Ctenocallis dobrovljanskyi (sv), Asphondylia cytisi (sv). La racine a pour parasite Bembecia megillaeformis (en). La tige a pour parasite Anthaxia chevrieri (id), Arytaina maculata (sv) et Trifurcula pallidella.